# NGC 1906
NGC 1906 je galaksija u zviježđu Zecu.

## Vanjske poveznice
- SEDS: NGC 1906